# چکامه‌های شاه
چکامه‌های شاه (انگلیسی: Idylls of the King) که در برخی منابع تحت عنوان چکامه‌های پادشاهی هم از آن یاد شده‌است، میان سال‌های ۱۸۵۹ و ۱۸۸۵ منتشر شد. این اثر عبارت است از مجموعه‌ای دوازده‌گانه از شعر روایت‌گونه که سرودهٔ آلفرد تنیسون، ملک‌الشعرا بریتانیا در عصر ویکتوریا است که افسانهٔ شاه آرتور، شوالیه‌های همراه او به همراه عشق آرتور به گوئینویر را شرح می‌دهد. مجموع این اثر، تلاش‌ها و شکست آرتور برای ارتقای نوع بشر و ایجاد یک پادشاهی کامل را بیان می‌کند که شامل به قدرت رسیدن وی تا زمان مرگش به دست موردرد خائن می‌باشد.
تنیسون در اندیشهٔ گنجاندن گذشته و حال در این چکامه‌ها بود. آرتور، در این منظومه به عنوان تجسم آرمان‌های ویکتوریایی دیده می‌شود و غالب منتقدان ادبی به این اثر تنیسون به عنوان یک اثر خاص ویکتوریایی اشاره می‌کنند. در عصر ویکتوریا، اشتیاق دوباره به فکر و عقیدهٔ عشق شهسوارانه یا یافتن رضایت معنوی در خالص‌ترین شکل عشق رمانتیک (افسانه‌ای و شاعرانه) دوباره رونق گرفته بود. این تفکر به‌طور خاص در رابطهٔ میان آرتور و گوئینویر در شعر تجسیم یافته‌است به ویژه آنجا که گوئینویر - آن‌طور که آرتور انتظار دارد - ناپالوده و بی‌غش عمل نمی‌کند. موقعیت تنیسون به عنوان ملک‌الشعرای بریتانیا در آن زمان و محبوبیت چکامه‌های پادشاهی، به ترویج بیشتر این دیدگاه در مورد زنان عصر ویکتوریا کمک کرد.